# Kyjiw-NPU Kijów
Kyjiw-Unisport Kijów (ukr. Міні-Футбольний Клуб «Київ-Уніспорт» Київ, Mini-Futbolnyj Kłub "Kyjiw-Unisport" Kyjiw) – ukraiński klub futsalu z siedzibą w Kijowie, występujący w latach 1995-1999, 2000-2002 oraz 2005-2007 w futsalowej Wyższej lidze Ukrainy.

## Historia
Chronologia nazw:
- 1993: Zwarnyk Kijów (ukr. «Зварник» Київ)
- 1993: Adamas Kijów (ukr. «Адамас» Київ)
- 1994: Kyj-Adamas Kijów (ukr. «Кий-Адамас» Київ)
- 1995: Kyj Kijów (ukr. МФК «Кий» Київ)
- 1996: Kyj-Politechnik Kijów (ukr. МФК «Кий-Політехнік» Київ)
- 1999: Kyj Kijów (ukr. МФК «Кий» Київ)
- 2000: Korpija-Politech Kijów (ukr. МФК «Корпія-Політех» Київ)
- 2001: Kyj-NW Kijów (ukr. МФК «Кий-НВ» Київ)
- 2002: Kyjiw-NTUU Kijów (ukr. ФК «Київ-НТУУ» Київ)
- 2003: Kyjiw-Unisport Kijów (ukr. ФК «Київ-Уніспорт» Київ)
- 2010: Kyjiw-NPU Kijów (ukr. ФК «Київ-НПУ» Київ)
- 2014: klub rozwiązano – po fuzji z InBew Żytomierz

Klub futsalowy Zwarnyk Kijów został założony w Kijowie 26 marca 1993 roku i reprezentował Kijowski Instytut Spawania Elektrycznego im. Jewgena Patona. W sezonie 1992/93 startował w rozgrywkach o Puchar Ukrainy. Latem 1993 zmienił nazwę na Adamas Kijów i jesienią debiutował w Pierwszej Lidze pierwszych Mistrzostw Ukrainy. Na początku 1995 po rozwiązaniu wyższoligowego klubu Kyj-Slid Kijów zastąpił go w rundzie wiosennej w Wyższej Lidze, zmieniając nazwę na Kyj Kijów. Latem 1996 do klubu dołączyła się Kijowska Politechnika i klub otrzymał nazwę Kyj-Politechnik Kijów. Po sezonie 1998/99 klub spadł do Pierwszej Ligi. W sezonie 1999/00 zajął dopiero 3.miejsce w grupie B Pierwszej Ligi i pożegnał się z awansem. Ale po połączeniu z klubem US Korpija Kijów w 2000 powrócił do gry na najwyższym poziomie jako Korpija-Politech Kijów. W następnym sezonie po rezygnacji sponsorowania od firmy Korpija występował jako Kyj-NW Kijów. Zajął ostatnie 9 miejsce i na trzy sezony spadł do Pierwszej Lihi. W 2003 klub pozyskał nowego sponsora firmę Unisport i zmienił nazwę z Kyjiw-NTUU Kijów na Kyjiw-Unisport Kijów. W 2005 zajął 5.miejsce w turnieju finałowym i otrzymał propozycję występów w Wyższej Lidze.
Po zakończeniu sezonu 2006/07 klub zajął ostatnie 14.miejsce w najwyższej klasie rozgrywek ukraińskiego futsalu. Kolejne trzy sezony uczestniczył w rozgrywkach Pierwszej Ligi, ale przez konflikty klubu z kierownictwem Asocjacji w styczniu 2010 klub był pozbawiony udziału w mistrzostwach. Potem jako Kyjiw-NPU Kijów kontynuował występy w różnych turniejach regionalnych i międzynarodowych.
W 2014 roku w wyniku fuzji z InBew Żytomierz, grającym w Pierwszej Lidze, powstał zjednoczony klub InBew-Polissia-NPU Żytomierz/Kijów.

## Sukcesy
Sukcesy krajowe
- Mistrzostwo Ukrainy:
  - 1 miejsce (1x): 1993/94

- Puchar Ukrainy:
  - ćwierćfinalista (1x): 2001/02

## Hala
Drużyna rozgrywała swoje mecze w Hali Instytutu Kultury Fizycznej, znajdującej się przy ul. Fizkultury 1 w Kijowie.